# 糖街

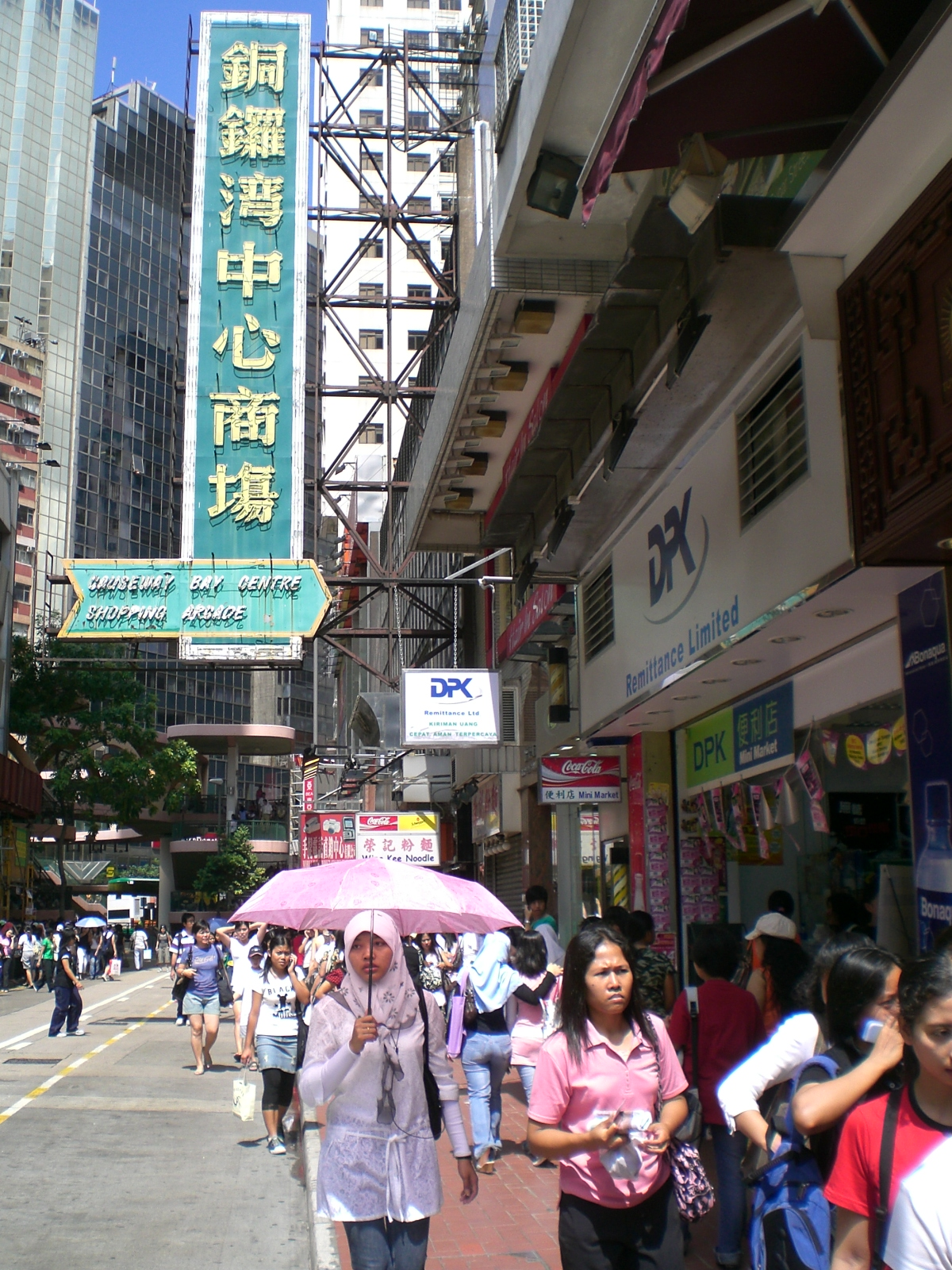
糖街的中段

糖街（英語：Sugar Street）是香港島銅鑼灣的一條街道，全長不過100米長，每天人流不少，人山人海，特別是香港公眾假期。糖街鄰近維多利亞公園西南部出口，西東走向，單線單向行車，有小巴總站，無巴士途經。糖街沿途最多的是為服務印尼人的商店，例如手機、曬相、外匯、時裝、餐廳、精品等，以及Neway卡拉OK。不過，還有一間東方紅及新釗記粉麵專家。1968年，本地大型連鎖港式快餐大家樂在銅鑼灣糖街，即樂聲戲院舊址後面開設第一家店舖。為吸引香港人加入成為會員，澳門賽馬會更曾在於1989-90年於糖街設立會所提供飲食及康樂設施供會員使用。

## 鄰近
- 告士打道
- 百德新街
- 怡和街

## 交通
港鐵：
- █  港島綫：銅鑼灣站E出口

巴士
- 告士打道

- 怡和街

## 相關
- 香港造幣廠 （1866年 至 1868年）
- 鰂魚涌糖廠街